# Berghausen (Autriche)
Pour les articles homonymes, voir Berghausen.
Berghausen est une ancienne commune autrichienne du district de Leibnitz en Styrie. Le 1er janvier 2015 les communes de Berghausen, Ehrenhausen, Ratsch an der Weinstraße et Retznei fusionnèrent pour former le bourg d'Ehrenhausen an der Weinstraße.